# Higieia
Higieia je v grški mitologiji boginja zdravljanja; Asklepijeva hči.
Njen simbol je kača, ki ji visi čez ramo in pije iz krožnika, ki ga drži Higieia.